# Piranga à joues grises
Espèce
Synonymes
- Piranga flava hepatica

Le Piranga à joues grises (Piranga hepatica) est une espèce passereaux de la famille des Cardinalidae (auparavant placée dans la famille des Thraupidae).

## Description

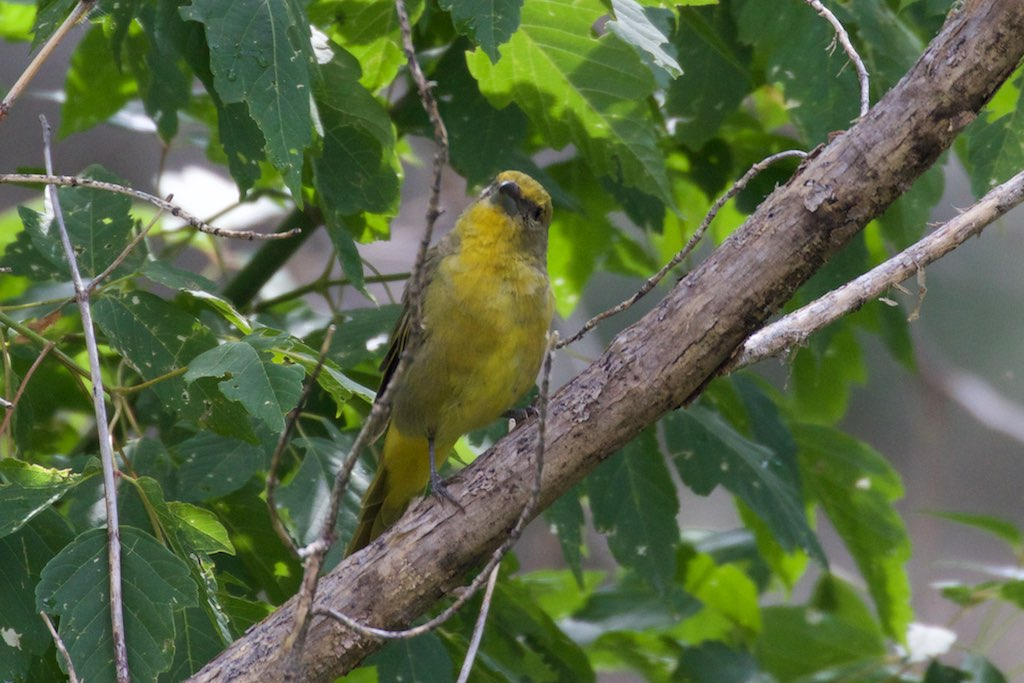
femelle

Son aire s'étend du sud-ouest des États-Unis au pourtour nord-ouest de l'Amazonie.
Il fréquente notamment les forêts élevées de chêne et de pin.
Il se nourrit surtout d'insectes, mais également de végétaux (notamment de baies du genre Miconia).